# بيت جار الله (بني حشيش)

تعديل مصدري - تعديل

بيت جار الله هي إحدى قرى عزلة عيال مالك بمديرية بني حشيش التابعة لمحافظة صنعاء، بلغ تعداد سكانها 593 نسمة حسب تعداد اليمن لعام 2004.